# Зикеево (Рязанская область)
Зикеево — деревня в Михайловском районе Рязанской области России.

## История
| Год  | Население |
| ---- | --------- |
| 1929 | 524       |
| 2007 | 18        |

Деревня впервые упоминается в XVII в.
В 1850 году в деревне было 3 помещика.
До 1924 года деревня входила в состав Малинковской волости Михайловского уезда Рязанской губернии.
По писцовой книге 1628/29г. в Михайловском уезде при реке Суренке к западу от Данковской большой дороги в Моржевском стане числилось: "За стольником за петром Никитиным сыном Измайлова старая его отчина, что прежде была за его братьями, село Зикеево, что прежде была деревня Зикеевка, "Абутова тож на колодезе".

## Население
| 2010 | 2023 |
| ---- | ---- |
| 14   | ↘8   |